# 키에프의 신화
키에프의 신화(The Fixer)는 미국에서 제작된 존 프랑켄하이머 감독의 1968년 영화이다. 앨런 베이츠 등이 주연으로 출연하였고 에드워드 루이스 등이 제작에 참여하였다.

## 출연

### 주연
- 앨런 베이츠
- 더크 보가드

### 조연
- 조지아 브라운
- 휴 그리피스
- 엘리자베스 하트먼
- 이안 홈
- 데이빗 오파토슈
- 데이비드 워너

## 제작진
- 원작자: 버나드 맬라무드
- 의상: 도로시 지킨스